# Зелений Гай (Цілиноградський район)
Зеле́ний Гай (каз. Зелёный Гай) — село у складі Цілиноградського району Акмолинської області Казахстану. Входить до складу Родинського сільського округу.
Населення — 241 особа (2021; 295 у 2009, 307 у 1999, 274 у 1989).
Національний склад станом на 1989 рік:
- росіяни — 27 %;
- поляки — 26 %.